# Das Spielzeug der Zarin
Das Spielzeug der Zarin ist ein stummes deutsches Historien- und Ausstattungsdrama aus dem Jahr 1919 von Rudolf Meinert mit Ellen Richter in der Hauptrolle als Katharina die Große.

## Handlung
Graf Orlow, der Liebhaber der russischen Zarin Katharina II., hat mal wieder schlechte Laune, denn ein neuer Gardeleutnant ist in das Blickfeld seiner mächtigen Patronin geraten und droht zum neuen Spielzeug der Zarin zu werden. Um nicht aus dem Rennen zu geraten, spielt der beim Volk beliebte Orlow seinen besten Trumpf aus: sein Wissen um den von Katharina in der Festung Schlüsselburg gefangen gehaltenen Zar Iwan, dem rechtmäßigen Russenherrscher. Katharina mag sich von Orlow nicht erpressen lassen und beschließt ihr Spielzeug, den Leutnant Mirowitsch, zu ihrem Werkzeug zu machen: er soll Iwan kurzerhand für immer beseitigen. Um den Verdacht von sich abzulenken, gibt Katharina die Order, Mirowitsch und sein Regiment in die Schlüsselburg zu verlegen. Dort soll ein vorgetäuschter Befreiungsversuch zugunsten Iwans stattfinden, der natürlich scheitern müsse, denn die Zarin hat den Wachen die Anweisung gegeben, bei jedem Befreiungsversuch den Gefangenen augenblicklich zu töten. Und wie Katharina es geplant hat, geschieht es auch.
Zar Iwan stirbt im Kugelhagel der Wachoffiziere und Mirowitsch wird verhaftet und der Verschwörung angeklagt. Das Todesurteil ist ihm sicher, der Henker wartet schon. Doch der schmucke Leutnant, das Spielzeug der Zarin, macht sich keinerlei Sorgen; er ist sich sicher, dass seine Herrscherin ihn in letzter Minute retten wird. Tatsächlich öffnet sich in der Nacht vor der geplanten Exekution die Kerkertür, und die Zarin tritt in sein Verlies. Beide verbringen in dieser ungastlichen Umgebung eine letzte Liebesnacht. Doch in der Morgendämmerung entschwindet Katharina wieder und überlässt ihr Spielzeug seinem Schicksal. Sie müsse so handeln, erklärt sie, denn sonst würde das Volk ja an ihrer Mitschuld an der Verschwörung in der Schlüsselburg glauben. Der Henker Mirowitschs aber wartet schon … und die Zarin weint eine Krokodilsträne.

## Produktionsnotizen
Das Spielzeug der Zarin besaß fünf Akte, verteilt auf 1939 Meter Länge, und wurde im Mai 1919 in den Kammerlichtspielen an Berlins Potsdamer Platz uraufgeführt. Bei der Neuzensurierung am 10. November 1921 wurde der mit Jugendverbot belegte Film auf 1770 Meter heruntergekürzt.
Die Außenaufnahmen entstanden u. a. zum Jahresbeginn 1919 im Neuen Palais in Potsdam. Damit wurden seit der Abdankung Kaiser Wilhelms II., der dieses Schloss bis 1918 als Sommerresidenz nutzte, erstmals eine Genehmigung für Spielfilmaufnahmen gestattet.
Die Hauptdarstellerin Richter war mit dem Drehbuchautor Willi Wolff verheiratet.

## Kritik
„Die Aufmachung, der Stoff und die Darstellung weisen die Großzügigkeit des Schlagers auf und enthalten alle Vorzüge eines wirksamen Stückes. Die Begebenheiten aus der Zeit Katharinas II. von Rußland, ihre Liebesbeziehungen und die Grausamkeit zu den Opfern ihrer Gunst, sind in satanischer Wildheit wiedergegeben. Ellen Richter, als Zarin, hat viel übrig für diese Rolle. Sie läßt auch alle Künste spielen, um sie wahrheitsgetreu herauszuarbeiten. Mit fast unheimlicher Naturtreue gelingt ihr das auch. Die Ausstattung ist glänzend, die Photographie und alle technischen Anforderungen von bester Qualität, daher der Kassenerfolg nicht ausbleiben kann.“